# Skeldon
Skeldon é uma pequena cidade no litoral leste da Guiana, no estuário do Rio Corentyne, que fica na fronteira da Guiana com o Suriname. Em 2009 tinha uma população estimada em 4.380 habitantes.

## Economia
A produção de açúcar constitui a espinha dorsal para a economia local. A Guyana Sugar Corporation, principal empresa de processamento de açúcar da Guiana, tem uma fábrica em funcionamento em Skeldon.

## Transporte
A cidade é servida pelo Aeroporto Skeldon Airport.